# الألعاب الأولمبية الشتوية 1976
الألعاب الأولمبية الشتوية لعام 1976 (يشار إليها رسميًا باسم الألعاب الأولمبية الشتوية الثانية عشرة والمعروفة شعبيًا باسم إنسبروك 1976)، أقيمت الألعاب الشتوية في إنسبروك، النمسا، في الفترة من 4 إلى 15 فبراير 1976. اختيرت إنسبروك لتكون المدينة المضيفة لهذه الألعاب الشتوية بعد أن سحبت دنفر (المدينة المضيفة المختارة في البداية) ترشيحها في عام 1972. وهي المرة الثانية التي تستضيف فيها إنسبروك دورة الألعاب الأولمبية الشتوية، حيث استضافتها للمرة الأولى عام 1964.

## اختيار البلد المضيف
قدمت كل من دنفر(الولايات المتحدة)؛ سيون (سويسرا)؛ تامبيري (فنلندا)؛ وفانكوفر، كولومبيا البريطانية، كندا، عطاءات لاستضافة الألعاب. تم تحديد البلد المضيف في الاجتماع التاسع والستين للجنة الأولمبية الدولية في أمستردام، هولندا، في 12 مايو 1970.